# Evansia merens
Evansia merens és una espècie d'aranya araneomorfa de la subfamília Erigoninae, dins de la família Linyphiidae. És l'únic membre del gènere monotípic Evansia.
Fou descrit per primera vegada per Octavius Pickard-Cambridge l'any 1901,

## Distribució
Es pot trobar a la zona paleàrtica.